# Liste der Naturdenkmäler in Ranstadt
Die Liste der Naturdenkmäler in Ranstadt nennt die auf dem Gebiet der Gemeinde Ranstadt, im Wetteraukreis (Hessen), gelegenen Naturdenkmäler. Sie sind nach dem Hessischen Gesetz über Naturschutz und Landschaftspflege (Hessisches Naturschutzgesetz – HAGBNatSchG) § 12 geschützt und bei der unteren Naturschutzbehörde des Wetteraukreises eingetragen. Die Liste entspricht dem Stand vom 1. Januar 2014.
| Bild            | Bezeichnung                          | Ortsteil, Lage                                                                                                | Beschreibung | Art          | Nr.     |
| --------------- | ------------------------------------ | --- | --- | ------------ | ------- |
| Fotos hochladen | Felsgruppe „Der wilden Frau Gestühl“ | Dauernheim, Flur 15, Flurstück 14 50° 21′ 15,3″ N, 8° 55′ 49,4″ O                                             | Alter Gerichtsplatz im Wald nahe der BAB 45. Gruppe von Felsen auf dem Hohenberg. 2,50 Meter langer und 1,50 Meter breiter Basaltblock mit drei charakteristischen Vertiefungen. Schutzgrund: kulturgeschichtliche Bedeutung, Alte Thingstätte. | Geotop       | 440.102 |
| BW              | Eiche am Wasserhochbehälter          | Dauernheim, Flur 8, Flurstück 63 50° 22′ 3,2″ N, 8° 57′ 8,2″ O                                                | Eiche am Wasserhäuschen nördlich von Dauernheim. Ehemals: Eiche und Rotbuche, Rotbuche jedoch abgestorben. Schutzgrund: landschaftsprägend. | Eiche        | 440.099 |
| BW              | Linde auf dem Friedhof               | Ober-Mockstadt, Flur 1, Flurstück 29 50° 20′ 40,9″ N, 8° 57′ 55,7″ O                                          | Linde südlich der Evangelischen Kirche (KD). Schutzgrund: alt, ortsbildprägend. | Linde        | 440.104 |
| BW              | Linde auf dem ev. Pfarrhof           | Ober-Mockstadt, Flur 1, Flurstück 29 (VO), Flur 1, Flurstück 36 (tatsächlich) 50° 20′ 43,2″ N, 8° 57′ 53,7″ O | Linde auf dem Hof des Pfarrhauses. Schutzgrund: alt, ortsbildprägend. | Linde        | 440.105 |
| BW              | 2 Kastanien auf dem Schulhof         | Ober-Mockstadt, Flur 4, Flurstück 57/2 50° 20′ 51,6″ N, 8° 57′ 44,7″ O                                        | Rosskastanien an der B275. Schutzgrund: alt, ortsbildprägend. | Rosskastanie | 440.106 |
| BW              | Eiche auf dem Friedhof               | Ober-Mockstadt, Flur, Flurstück 50° 20′ 41″ N, 8° 57′ 54,9″ O                                                 | Eiche westlich der Evangelischen Kirche (KD). Schutzgrund: alt, ortsbildprägend. | Eiche        | 440.103 |

Die Linde (Nr. 440.095) auf dem Kirchberg in Friedhofsnähe in Bobenhausen wurde durch einen Sturm zerstört und aus der Liste gelöscht. Der Speierling (Nr. 440.230) in Ranstadt ist umgestürzt, jedoch bis April 2015 nicht aus der Liste gelöscht.